# Подих Дніпра
По́дих Дніпра́ — парк-пам'ятка садово-паркового мистецтва місцевого значення. Об'єкт розташований на території Черкас Черкаської області, мікрорайон «Митниця», по вул. Припортовій (вздовж будинків № 38, 40 та 42).
Площа — 0,4375 га, статус отриманий у 2010 році.

## Галерея

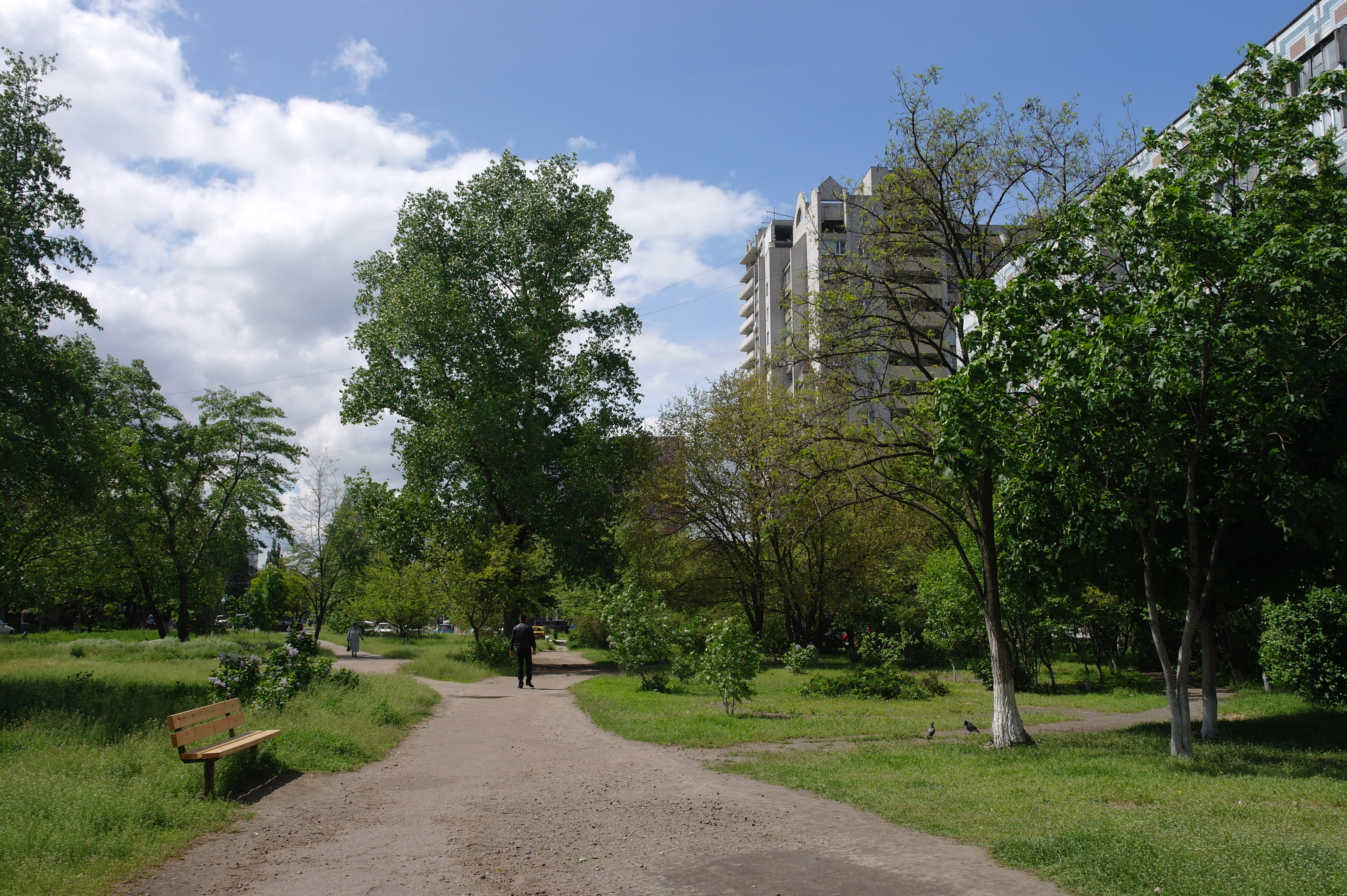
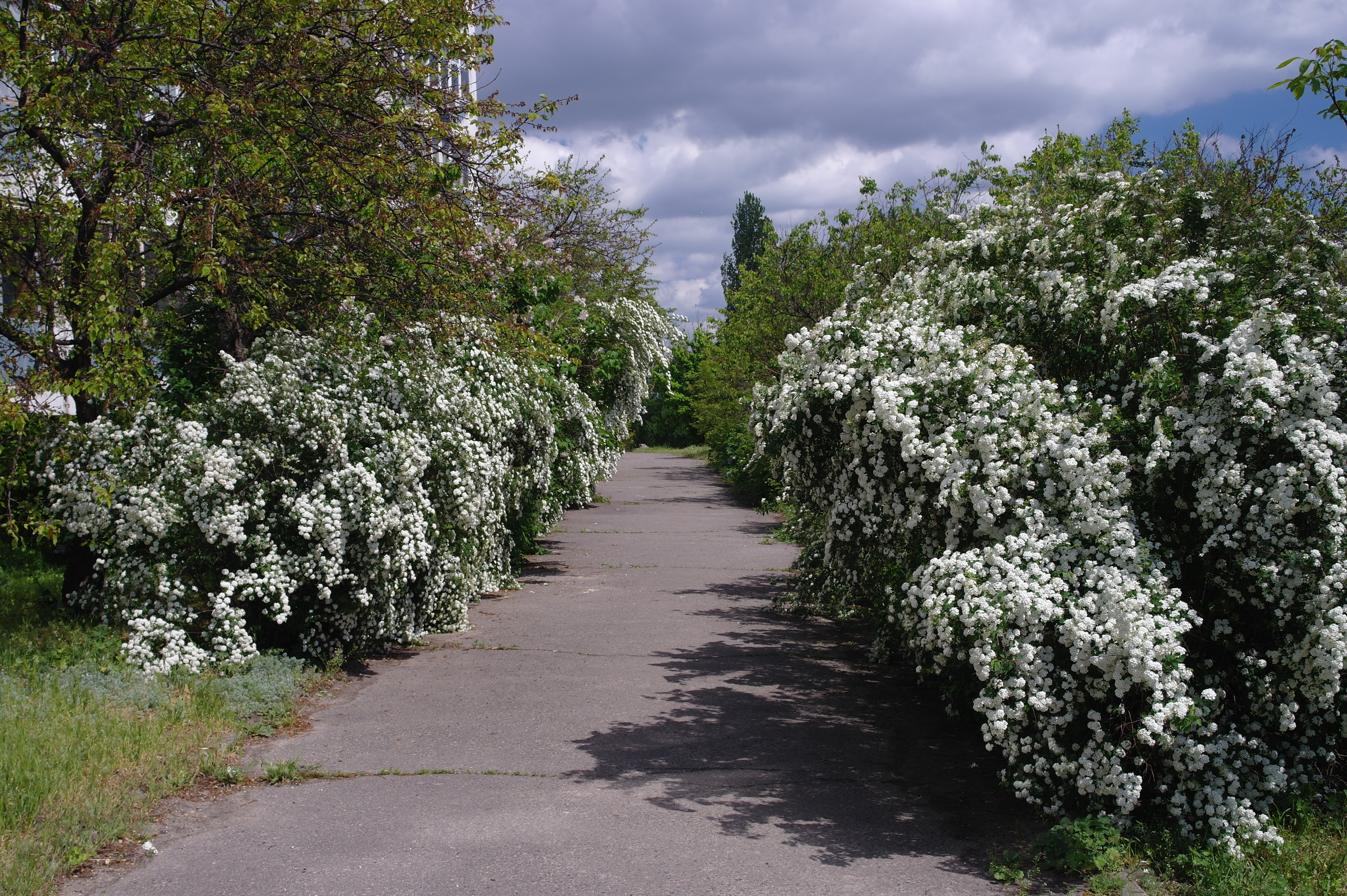